# Interferensfilter

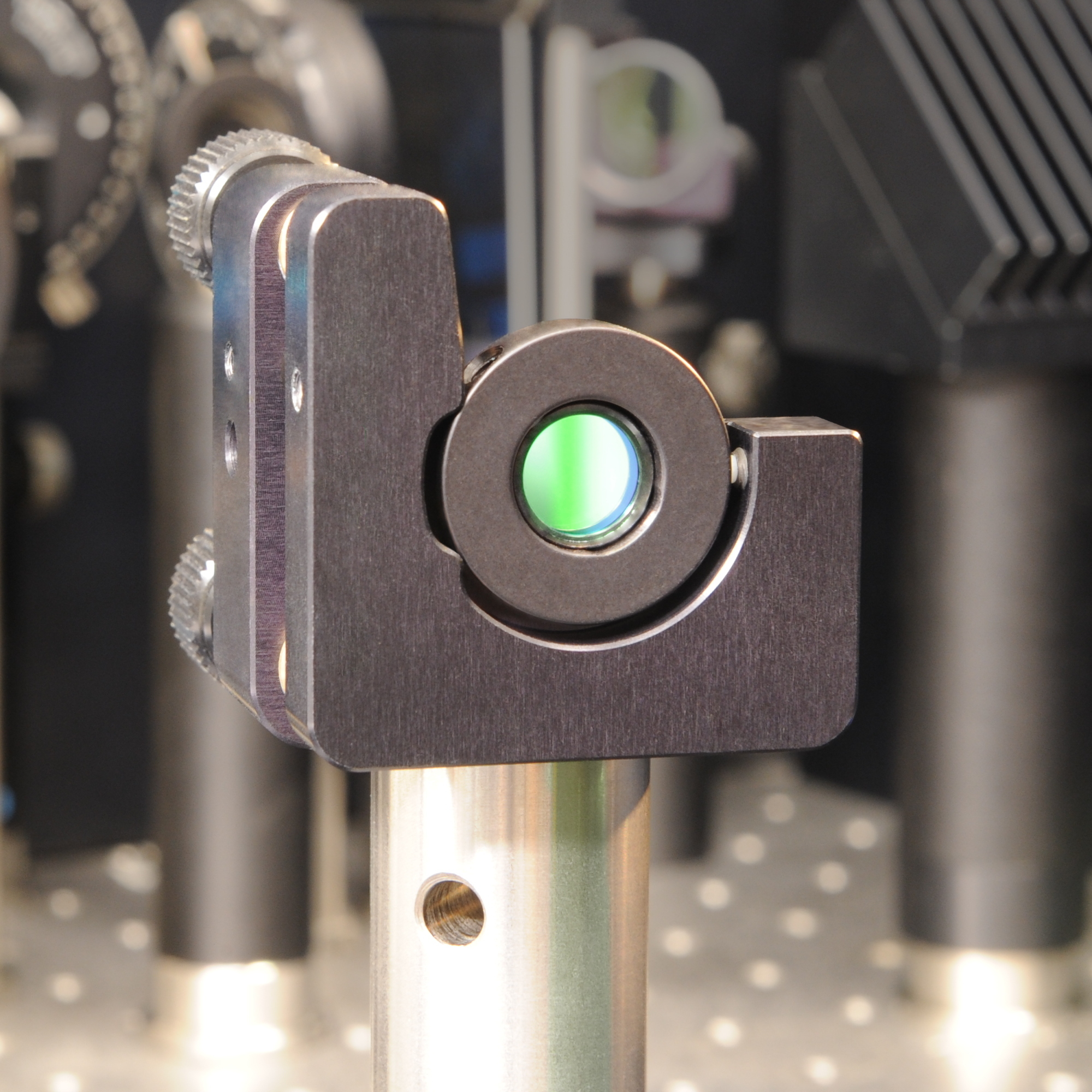
Bandpass-interferensfilter för laserexperiment

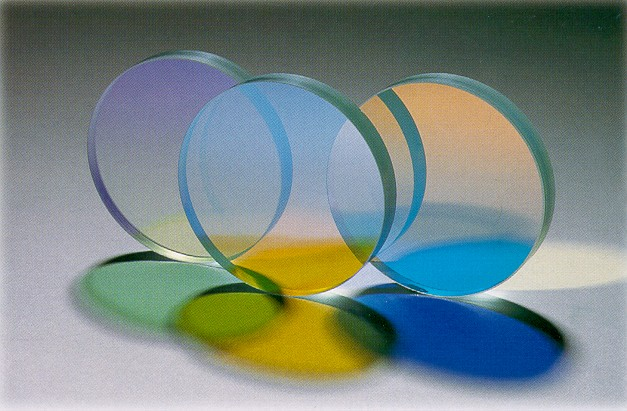
Interferensfilter med breda passband.

Interferensfilter, dikroiskt filter eller tunnfilmsfilter, är en form av optiska filter som släpper igenom eller reflekterar ljus beroende på våglängd. Ett interferensfilter kan vara högpass, lågpass, bandpass eller bandavvisning. De används i vetenskapliga tillämpningar, såväl som i arkitektonisk och teatralisk belysning.  
De får sina egenskaper av att de är uppbyggda av flera lager av dielektriska material med olika brytningsindex. Det kan också finnas metallskikt. När ljus passerar genom och reflekteras i materialen uppstår interferens som, beroende på vilken våglängd det inkommande ljuset har, kan vara konstruktiv eller destruktiv. Interferensfilter är våglängdsselektiva på grund av de interferenseffekter som sker mellan infallande och reflekterade vågor vid tunnfilmsgränserna. Funktionsprincipen liknar en Fabry-Perot etalon.
Dikroiska speglar och dikroiska reflektorer är samma typ av anordning, men kännetecknas av ljusets färger som de reflekterar, snarare än färgerna de passerar. Dielektriska speglar fungerar på samma princip, men fokuserar uteslutande på reflektion.

## Teori
Dikroiska filter använder principen om tunnfilmsinterferens och producerar färger på samma sätt som oljefilmer på vatten. När ljus träffar en oljefilm i en vinkel reflekteras en del av ljuset från oljans övre yta och en del reflekteras från bottenytan där det är i kontakt med vattnet. Eftersom ljuset som reflekteras från botten går en något längre väg, förstärks vissa ljusvåglängder av denna fördröjning, medan andra tenderar att avbrytas, vilket ger de färger som syns. Färgen som överförs av filtret uppvisar ett blått skifte med ökande infallsvinkel, se Dielektrisk spegel.
I en dikroisk spegel eller filter, istället för att använda en oljefilm för att producera interferensen, byggs omväxlande lager av optiska beläggningar med olika brytningsindex upp på ett glassubstrat. Gränssnitten mellan skikten med olika brytningsindex producerar fasade reflektioner, som selektivt förstärker vissa våglängder av ljus och interfererar med andra våglängder. Skikten tillsätts vanligtvis genom vakuumdeponering. Genom att styra tjockleken och antalet skikt kan frekvensen för filtrets passband avstämmas och göras så bred eller smal som önskas. Eftersom oönskade våglängder reflekteras snarare än absorberas, absorberar dikroiska filter inte denna oönskade energi under drift och blir därför inte alls lika varma som motsvarande konventionella filter (som försöker absorbera all energi utom den i passbandet). (Se Fabry–Pérot interferometer för en matematisk beskrivning av effekten.)
Där vitt ljus avsiktligt separeras i olika färgband (till exempel i en färgvideoprojektor eller färg-TV-kamera), används det liknande dikroiska prismat istället. För kameror är det emellertid vanligare att ha en absorptionsfilteruppsättning för att filtrera enskilda pixlar på en enda CCD-matris.

## Användning
Dikroikfilter kan filtrera ljus från en vit ljuskälla för att producera ljus som uppfattas av människor som mycket mättad i färg. Sådana filter är populära i arkitektoniskaoch teaterapplikationer. 

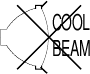
IEC 60598 Ingen Cool Beam-symbol

Dikroiska reflektorer, som kallas kalla speglar, används vanligtvis bakom en ljuskälla för att reflektera synligt ljus framåt samtidigt som det osynliga infraröda ljuset kan passera ut från armaturens baksida. Ett sådant arrangemang tillåter intensiv belysning med mindre uppvärmning av det upplysta föremålet. Många kvarts-halogenlampor har en integrerad dikroisk reflektor för detta ändamål, som ursprungligen konstruerades för användning i diaprojektorer för att undvika att diabilderna smälter, men som också används i stor utsträckning för inredning i hem och kommersiell belysning. Detta förbättrar vitheten genom att ta bort överflödigt rött ljus. Den utgör dock en allvarlig brandrisk om den används i infällda eller slutna armaturer genom att släppa in infraröd strålning i dessa armaturer. För dessa tillämpningar måste lampor med icke-kylstråle (ALU eller Silverback) användas. Infällda eller slutna armaturer som är olämpliga för användning med dikroiska reflektorljus kan identifieras av IEC 60598 No Cool Beam-symbolen. 
I fluorescensmikroskopi används dikroiska filter som stråldelare för att rikta belysning av en excitationsfrekvens mot provet och sedan till en analysator för att avvisa samma excitationsfrekvens men passera en speciell emissionsfrekvens.
Vissa LCD-projektorer använder dikroiska filter istället för prismor för att dela upp det vita ljuset från lampan i de tre färgerna innan det passerar genom de tre LCD-enheterna.

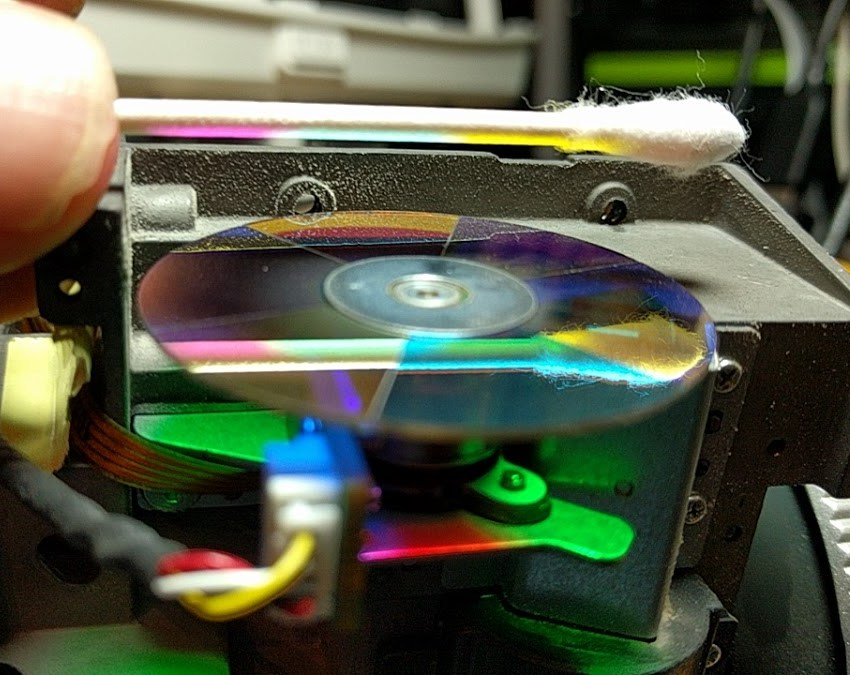
Sexsegments dikroiskt färghjul från en DLP-projektor. Segment sänder rött, grönt och blått och reflekterar därför cyan, magenta och gult.

Äldre DLP-projektorer sänder vanligtvis en vit ljuskälla genom ett färghjul som använder dikroiska filter för att snabbt byta färger som skickas genom den (monokroma) digitala mikrospegelenheten. Nyare (efter 2012) projektorer kan använda laser- eller LED-ljuskällor för att direkt avge de önskade ljusvåglängderna.
De används som laserövertonsseparatorer. De separerar de olika harmoniska komponenterna i frekvensdubblerade lasersystem genom selektiv spektral reflektion och transmission.
Dikroikfilter används också för att skapa gobos för högeffektsbelysningsprodukter. Bilder är gjorda genom att överlappa upp till fyra färgade dikroiska filter.
Fotografiska förstoringsfärghuvuden använder dikroiska filter för att justera färgbalansen i utskriften.
Konstnärliga glassmycken tillverkas ibland för att fungera som ett dikroiskt filter. Eftersom våglängden på ljuset som väljs av filtret varierar med ljusets infallsvinkel, har sådana smycken ofta en iriserande effekt och ändrar färg när (till exempel) örhängena svänger. En annan intressant tillämpning av dikroiska filter är rumslig filtrering.

Med en teknik licensierad från Infitec använder Dolby Labs dikroiska filter för att visa 3D-filmer. Den vänstra linsen på Dolby 3D-glasögonen sänder specifika smala band av röda, gröna och blå frekvenser, medan den högra linsen sänder en annan uppsättning röda, gröna och blå frekvenser. Projektorn använder matchande filter för att visa bilderna som är avsedda för vänster och höger öga.
Långpassade dikroiska filter som annänds i vanlig belysning kan förhindra att den attraherar insekter. I vissa fall kan sådana filter förhindra attraktion av andra vilda djur, vilket minskar negativ miljöpåverkan.

## Fördelar
Dikroiska filter har mycket längre livslängd än konventionella filter. Färgen ingår i konstruktionen av de hårda mikroskopiska skikten och kan inte "blekas ut" under filtrets livslängd (till skillnad från till exempel gelatinfilter). De kan tillverkas för att passera vilken passbandsfrekvens som helst och blockera en vald mängd av stoppbandsfrekvenserna. Eftersom ljus i stoppbandet reflekteras snarare än absorberas, är det mycket mindre uppvärmning av det dikroiska filtret än med konventionella filter. Dikroikfilter kan uppnå extremt höga laserskadetrösklar och används för alla speglar på världens mest kraftfulla laser, National Ignition Facility.